# Muqaddimah
La Muqàddima o Al-muqàddima (en àrab المقدّمة, al-Muqaddima, literalment ‘La Introducció’), més coneguda a Occident com Els prolegòmens, és una obra d'Ibn Khaldun escrita en 1377 com a prefaci del seu primer llibre d'història mundial. No obstant, ja en vida de l'autor, va ser considerada com una obra independent, de caràcter enciclopèdic, que engloba el conjunt dels coneixements del segle xiv: la filosofia, la història, l'economia, la sociologia, la política, l'urbanisme, la medicina i fins i tot el desenvolupament sostenible. Ibn Khaldun es va valer per a això de totes les fonts escrites de l'època: greco-llatines, romanes d'Orient i musulmanes. Molts pensadors moderns la veuen com una de les primeres obres de sociologia.

## Estructura de l'obra
L'obra es divideix en sis apartats precedits d'un capítol introductori on Ibn Khaldun fa una justificació de l'obra i ens presenta l'estructura de l'obra en els següents termes:
| «                           | ... Per tant, la discussió en aquesta obra cau de manera natural sota sis capítols generals: 1. Sobre les societats humanes en general, els seus diversos tipus, i la part de la terra que està civilitzada. 2. Sobre les societats del desert, inclou un estudi de les tribus i nacions salvatges. 3. Sobre les dinasties, el califat, i l'autoritat reial, inclou una disquisició sobre les àrees de govern. 4. Sobre la civilització sedentària, països i ciutats. 5. Sobre les arts, les formes de viure, les ocupacions lucratives i els seus diversos aspectes. i 6. Sobre les ciències, el seu desenvolupament i el seu estudi. | » |
| — Ibn Khaldun, Al-muqàddima | |   |

## Crítica a la història
Ibn Khaldun comença la Muqàddima amb una minuciosa crítica dels errors comesos freqüentment pels seus col·legues i les dificultats que esperen a l'historiador en el seu treball. Així mateix identifica set qüestions crítiques:
| «                           | Tots els testimoniatges, per la seva pròpia naturalesa, estan subjectes a l'error per ... 1. ... ser partidaris d'un credo o opinió ... 2. ... confiar en excés en les seves fonts ... 3. ... no comprendre allò que s'explica ... 4. ... confondre creença amb veritat ... 5. ... incapacitat per situar un fet en el seu context real ... 6. ... el desig comú de guanyar el favor d'aquells que estan per damunt, mitjançant l'elogi ... 7. ... el més important és el desconeixement de les lleis que governen la transformació de la societat humana. | » |
| — Ibn Khaldun, Al-muqàddima | |   |

Contra la setena i més important d'aquestes raons (la ignorància de les lleis socials) Ibn Khaldun presenta la seva teoria de la societat humana a la Muqàddima:
| «                           | Així els fundadors de la gramàtica van ser Sibawayh i després d'ell, al-Farissí i az-Zajjaj. Tots ells eren d'origen persa ... ells van crear les regles de la gramàtica (àrab) ... els perses van ser grans juristes ... només els perses es van ocupar de la tasca de preservar el saber i escriure noves obres. De tal manera la veritat de la revelació del profeta es fa patent, "Si la comprensió estigués suspesa en les parts més altes del cel els perses les arribarien" ... Les ciències de l'intel·lecte van ser a més un vedat privat dels perses, deixats sols en aquesta tasca pels àrabs, que no la van conrear ... com va ser el cas amb totes les arts ... Aquesta situació va continuar a les ciutats mentre els perses i els països perses, l'Iraq, Khorasan i Transoxiana, van conservar la seva cultura sedentària. | » |
| — Ibn Khaldun, Al-muqàddima | |   |